# John Frothingham
John Frothingham (né en 1788 à Portland, Maine (alors au Massachusetts) et mort le 22 mai 1870 à Montréal) était un homme d'affaires canadien. Il fut l'un des pionniers canadiens du secteur de la quincaillerie.

## Biographie
Fils d’un juge de la Cour supérieure du Massachusetts, John Frothingham devint très jeune employé d'une quincaillerie de Boston. On l'envoya à Montréal en 1809 pour y ouvrir une succursale. Quatre ans plus tard, il fonde avec William Workman la plus importante entreprise de quincaillerie au Canada, la Frothingham and Workman. Il devient très riche.
Il se fit construire une luxueuse résidence nommée Piedmont sur le flanc du mont Royal, dans le quartier Mille carré doré.  